# سفر زمستانی
سفر زمستانی (آلمانی: Winterreise) یک سیکل آوازی شامل ۲۴ قطعه (دو بخش ۱۲تایی) برای آواز و پیانو اثر فرانتس شوبرت است که با عنوان قطعهٔ D. 911 Op. 89 در سال ۱۸۲۸ منتشر شد. این دومین سیکل آوازی شوبرت بر پایهٔ سروده‌های ویلهلم مولر شاعر آلمانی‌ست که پس از سیکل آوازی مولر (Die schöne Müllerin) خلق شد و امروزه از مهم‌ترین آثار آوازی او و از قله‌های فرم آوازی لیت آلمانی به‌شمار می‌رود.